# Toni Iordache
Toni Iordache (* 17. Dezember 1942 in Bâldana, Kreis Ilfov; † 1. Februar 1988 in Bukarest) war ein rumänischer Musikvirtuose. Er zählte zu den berühmtesten Zymbalspielern der Welt und wurde auch der „Gott des Zymbals“ genannt.

## Leben und Karriere
Toni Iordache wuchs in einer Roma-Familie auf. Er folgte ihrer musikalischen Tradition (sein Vater spielte Zymbal und beide Onkel spielten Geige) und begann im Alter von vier Jahren Zymbal zu erlernen. Iordache wurde Schüler von Mitică Ciuciu. 1958 gewann er die Goldmedaille bei der „Weltjugendfeier“ in Wien, 1960 wurde er vom Leiter des Volksmusikensembles „Ciocârlia“ engagiert. Zwischen 1960 und 1969 gab Iordache zusammen mit dem „Ciocârlia“-Ensemble Konzerte in Rumänien, London und Moskau. 1968 gewann er die Goldmedaille beim „Festival junger Musiker“ in Sofia. 1969 nahm er zusammen mit dem Panflötisten Gheorghe Zamfir und seinem Orchester an einer Tournee in Paris teil, seinen Vertrag mit dem „Ciocârlia“-Ensemble gab er auf. Seit 1970 arbeitet er nur noch mit Gheorghe Zamfir zusammen. Daneben spielte er mit Romica Puceanu, Gabi Luncă, Ionică Minune zusammen. 1973 arbeitete er mit dem NHK-Sinfonieorchester in Tokio zusammen und trat in Zoltán Kodálys „Háry János Suite“ auf. Ab 1975 konzertierte er im Orchester von Ion Onoriu. 1985 erkrankte er an Diabetes und musste infolgedessen ein Bein amputieren lassen. Iordache starb in Bukarest. Sein Freund und Musikerkollege Costel Vasilescu kümmerte sich um die Beerdigung. Neuveröffentlichungen seiner Vinyl-Alben als CDs werden von Electrecord und dem Berliner Musiklabel Asphalt Tango Records produziert.

## Haft
Anfang der siebziger Jahre wurde Toni Iordache wegen Besitzes von Devisen verhaftet, was im kommunistischen Rumänien strengstens verboten war. Damit wollte er angeblich einen Pelzmantel für seine Frau kaufen. Trotz seiner hohen Popularität und Interventionen zu seinen Gunsten wurde er zu drei Jahren Gefängnis verurteilt. Seine Inhaftierung wurde der Presse gegenüber geheim gehalten, nur seine Freunde wussten davon. Während seiner Haftzeit verlor er stark an Gewicht, erholte sich aber nach seiner Entlassung schnell und konnte seine musikalische Tätigkeit wieder aufnehmen. Seine Zeit im Gefängnis wurde erleichtert durch seine Mitgefangenen und Wärter, die ihn sehr gut behandelten.

## Stil
Obwohl Iordache hauptsächlich Volksmusik spielte, die vom kommunistischen Regime gefördert wurde, blieb Toni Iordache unter Kennern vor allem für sein Talent als Zymbalspieler bekannt. Er war bekannt für komplexe Soli und Improvisationen. Iordache war nicht nur ein virtuoser Spieler (er wurde in Paris mit 25 Noten pro Sekunde gemessen), sondern auch ein sehr anspruchsvoller Interpret mit einem hohen Schwerpunkt auf dem Anschlag. Iordache war in der Lage, zwei Melodielinien gleichzeitig in hohen Tempi zu spielen und wusste die Kapazitäten des Zymbals voll auszuschöpfen. Er trug dazu bei, das Zymbal von einem Begleitinstrument zu einem Solo-Instrument zu entwickeln.

## Trivia
- Der  Dirigent Sergiu Celibidache umarmte Iordache mit Tränen in den Augen, nachdem er eines seiner Konzerte besucht hatte.
- Gabi Luncă erzählte, dass sie während des großen Erdbebens von 1977 in einem Konzert war. Toni Iordache war so auf sein Solo konzentriert, dass er das Erdbeben nicht einmal bemerkte.
- Er wurde von Chris Nickson in seiner Rezension von AllMusic als „reines Genie“ beschrieben.
- Iordaches Sohn Leonard ist ebenfalls ein versierter Zymbalspieler. Sein Enkel Bogdan studierte ebenfalls Zymbal, starb jedoch im Juli 2011 im Alter von 23 Jahren bei einem Autounfall auf der Autobahn.[9]

## Zitat
„Wir haben drei Giganten in Rumänien: Nicolae Ceaușescu, Ilie Năstase und den Zymbalspieler Toni Iordache! Wollen Sie ihn wirklich für ein paar Dollar verurteilen?“

## Diskografie (Auswahl)

### Alben
- 1971: Un Virtuose Du Cymbalum (Electrecord)
- 1974: Un Virtuose Du Cymbalum Vol. II (Electrecord)
- 1977: Un Virtuose Du Cymbalum Vol. III (Electrecord)
- 1981: Țambal IV (ST-EPE 01845; Electrecord)

### Singles & EPs
- 1966: În Grădina Lui Ion Și Hora Boldenilor (EPC 653; Electrecord)
- 1967: Cuculeț De La Pădure (EPC 842; Electrecord)
- 1980: Czardas Monti (SS-4143; Asahi Sonorama)

### Compilations
- 2007: Sounds From A Bygone Age Vol. 4 (CD-ATR1307; Asphalt Tango Records)